# Masters of the Universe: The Movie
Masters of the Universe: The Movie, o soltanto Masters of the Universe nelle schermate dei titoli, è un videogioco sparatutto basato sul film I dominatori dell'universo, a sua volta tratto dalla saga di giocattoli e cartoni animati Masters of the Universe, pubblicato nel 1987 dalla Gremlin Graphics per gli home computer Amstrad CPC, Atari ST, Commodore 64, MSX e ZX Spectrum.

## Trama
Come nel film, Skeletor ha conquistato il castello di Grayskull e fatto prigioniera la Maga. Per sconfiggerlo, He-Man deve recuperare la Chiave Cosmica, un oggetto che dà la capacità di viaggiare nello spazio e nel tempo. Il gruppo di He-Man, inseguito dagli scagnozzi di Skeletor, si ritrova trasportato in una cittadina degli Stati Uniti del nostro mondo, dove però la chiave finisce in mano a un ignaro studente che la crede uno strumento musicale. Il gioco ha inizio qui, con il protagonista He-Man, aiutato dai suoi compagni Teela e Gwildor (un personaggio introdotto nel film), che deve trovare gli otto accordi necessari a riattivare la chiave e ritornare a Grayskull, dove avverrà il duello finale con Skeletor nella sala del trono.

## Modalità di gioco
Il giocatore controlla He-Man per le strade della città, mostrate con visuale dall'alto e scorrimento verticale nei due sensi. Gli scagnozzi di Skeleton si materializzano continuamente sulla scena e si devono affrontare correndo e sparando con munizioni illimitate in tutte le otto direzioni (ricorda Gauntlet secondo K 10). Le strade formano un intreccio, di cui si può vedere in ogni momento la mappa completa mettendo in pausa il gioco. Quando si svolta a una curva o un incrocio l'immagine cambia, in modo che la strada attuale è sempre rivolta in verticale.
Teela e Gwildor compaiono occasionalmente per dare aiuti e indicazioni sotto forma di messaggi di testo.
Molti degli accordi si possono trovare come oggetti da raccogliere per le strade, ma alcuni si possono ottenere solo sconfiggendo specifici nemici in determinati luoghi. In questi casi la scena e il tipo di gioco cambiano:
- al deposito rottami si devono affrontare uno alla volta i due scagnozzi Blade e Karg in un picchiaduro a incontri con visuale laterale e più ravvicinata;
- davanti al negozio di musica di Charlie la visuale è in prima persona fissa e si combatte uno sparatutto con il mirino;
- una volta trovato il mini disco volante di He-Man si combatte una battaglia aerea con raggi laser, con scenario simile a quello a piedi, ma volando velocemente sopra la strada.

Una volta recuperati tutti gli accordi e il disco volante si ritorna a Grayskull per il duello finale, un altro picchiaduro uno contro uno, dove per vincere bisogna far cadere Skeletor nel burrone all'estremità dell'arena.